# Lijst van acteurs en actrices in Verbotene Liebe
Dit is een onvolledige lijst van de rolverdeling der acteurs en actrices uit de Duitse romantische drama-soap Verbotene Liebe. 

## A
- Manuela Alphons - Barbara von Anstetten  (2de actrice)  (1995-1999)

## B
- Frank Behnke - Alexander Wiegand (1995, 1996, 2006, 2007)
- Matthias Beier - Jonas Schelling (2000-2002)
- Inez Bjørg David - Vanessa von Beyenbach (2003-2006)
- Kay Böger - Thomas Seifert (1999-2003, 2005)
- Nadine Brandt - Stefanie Sander (1997-2000, 2005)
- Heike Brentano - Sylvia Novak (2002-2005, 2006)
- Ruth Brück - Erna Prozeski (1997-1998)
- Andreas Brucker - Jan Brandner (1995-1997)
- Nils Brunkhorst - Robin Brandner (2002-2005)
- Yvonne Burbach - Cécile de Maron (2001-2006)
- Jeannine Burch - Beatrice Allendorff (2001-2003)

## C
- Ingrid Capelle - Fiona Beckmann (1995-1996)
- Isabelle Carlson - Barbara von Anstetten  (1ste actrice)  (1995)
- Günter Clemens - Martin von Beyenbach  (1ste acteur)  (2000-2001)
- Michaela Conrad - Gabriela Anders (1996-1997)

## D
- Katharina Dalichau - Hanna Novak (2002-2004)
- Raphaela Dell - Erika Sander (1996, 1997-2000, 2005)
- Till Demtrøder (Deen) - Thomas Wolf (2011-heden), boswachter van slot Königsbrunn
- Kristina Dörfer - Olivia Schneider (2006-2009)
- Christoph Dostal - Lukas Roloff (2000-2002)
- Solveig Duda - Marie von Beyenbach (2000-2003, 2006)

## E
- Sam Eisenstein - David McNeal (2003-2005)
- Jonas Enderer - Hannes von Lahnstein (2009-heden), 2de vertolker, zoon van Ansgar en Tanja

## F
- Jutta Fastian - Carolin Mohr (1999-2001, 2005)
- Patrick Fichte - Henning von Ansetten  (3de acteur)  (2000-2002)
- Diana Frank - Katja Brandner (2008, 2009)
- Holger Franke - Kurt Schiller (2010-2012), chauffeur op slot Königsbrunn

## G
- Regina Gisbertz - Gina Fröhlich (1996-1997)
- Rainer Goernemann - † prins Trutz zu Hohenfelden, vader van Philipp
- Meike Gottschalk - Sophie Levinsky (1995-1997, 2005)
- Wolfram Grandezka - graaf Ansgar von Lahnstein (2004-heden)
- Hubertus Grimm - Jan Brandner (2011-2012), incestueus vader van Timo bij Julia, priester
- Thomas Gumpert - † graaf Johannes von Lahnstein (2003-2008)

## H
- Julia Haacke - Kerstin Richter (1997)
- Jens Hartwig - graaf Tristan von Lahnstein (2009-heden), artistiek en financieel begaafde zoon van Ludwig
- Christine Hatzenbühler - Bastiane von Dannenberg (1997-1998)
- Katrin Heß - Judith Hagendorf (2008-2009)
- Broder Hendrix - Gero von Sterneck  (2de acteur)  (1995-1997, 1998-1999, 2005)
- Tabea Heynig - Anne Siebert (2006-2007)
- Claudia Hiersche - Carla von Lahnstein (2003-2009, 2010)
- Aline Hochscheid - Jaqueline Lamers (1995-1999, 2005)
- Markus Hoffmann - Henning von Anstetten  (1ste acteur)  (1995-1996)
- Shai Hoffmann - Fabian Brandner (2008, 2009)
- Lilli Hollunder - Lisa Hansen  (2de actrice)  (2005-2008)
- Ron Holzschuh - Bernhard von Beyenbach (2003-2007)
- Alex Huber - Florian Brandner  (2de acteur)  (2002-2004)
- Steve Hudson - Philipp Brandner (1999-2000, 2005)
- Gerry Hungbauer - Martin von Beyenbach  (2de acteur)  (2001-2003)

## I
- Christian Ingomar - Reporter Ricky Pflock (2010-2012?)

## J
- Andreas Jancke - Gregor Mann (2005-2010)
- Isa Jank - Clara Prozeski (1995-2001)
- Nils Julius - Patrick Brockmann (1997-1999)
- Andreas Jung - Ben von Anstetten (1996)
- Sina-Valeska Jung - Sarah Käppler (2006-2009)
- Vanessa Jung - Jana Brandner  (2de actrice)  (2005-2008)
- Nina Juraga - Max Frei (2005-2006, 2007)

## K
- Stephan Käfer - † prins Philipp zu Hohenfelden (2010-2011)
- Joscha Kiefer - Sebastian von Lahnstein  (2de acteur)  (2007-2009)
- Kristian Kiehling (Deen) - Juri Adam (2013-heden), LCL-modeontwerper
- Stefan Kirch - Felix von Beyenbach  (2de acteur)  (2003-2006)
- Ingo Klünder - Peter Kaufmann (1999-2000)
- Sven Koller - David Brandner (2009-2010)
- Frédéric Komp - Florian Brandner  (1ste acteur)  (1995-1996, 1997, 1998)
- Lars Korten - Leonard von Lahnstein (2004-2009)
- Peter Kotthaus - Nils Petersen (1998-1999)
- Kerstin Kramer - Alexandra Seifert (1999-2004)
- Konrad Krauß - † Arno Brandner (1995-2012), bouwondernemer > architect, RIP
- Joachim Kretzer - Paul Schöner (1996-1997)
- Daniel Kühn & Simon Kühn (tweelingen) - Hannes von Anstetten (1ste vertolkers)

## L
- Tanja Lanäus - Juliane Roth (2000-2002)
- Kerstin Landsmann - Katharina von Sterneck  (2de actrice)  (1995-2001, 2005)
- Adrian Linke - Max Jannsen (2000)
- Clemens Löhr - Simon Roloff (2000-2002, 2005)
- Sotiria Loucopoulos - Nicole Büchner (1995-1996)
- Manou Lubowski - Gero von Sterneck  (1ste acteur)  (1995)

## M
- Andreas Jancke - Gregor Mann (2003-2010)
- Milan Marcus - graaf Constantin von Lahnstein (2004-2008, 2009-2011)
- Lutz Marquardt - kelner Luca Fontanello (2009-2013)
- Krystian Martinek - graaf Ludwig von Lahnstein; na z'n gevangenisjaren, patriarch op slot Königsbrunn (2009-2013), vermoedelijk verdronken
- Hendrik Martz - Henning von Anstetten  (2de acteur)  (1998-2000)
- Marina Mehlinger - Milena Sander (1996, 1997-2000, 2001, 2005)
- Michael Meziani - Alexander von Deinburg-Thalbach (1997-1998)
- Gojko Mitić - Roberto Fiorani (1996, 1997)
- Dirk Moritz - Dr. Daniel Fritzsche; niet de eerste vertolker (2011-heden), oudere broer van Andi
- Christoph Mory - Hagen von Lahnstein; niet de eerste vertolker (2011-2013), vermoedelijk verdronken
- Mascha Müller - Luise von Waldensteyck (2009-2010)

## N
- Valerie Niehaus - Julia Sander (1995-1997)
- Regina Nowack - Iris Sander (1995-1996)

## O
- Thomas Ohrner - Matthias Brandner (2008-2010)

## P
- Sascha Pederiva - Sascha Vukovic (2013-heden)
- Roland Pfaus - † Tim Sander (1996-1998)
- Andreas Potulski - Felix von Beyenbach  (1ste acteur)  (2001-2003)
- Markus Prinz - Dr. Daniel Fritzsche (1999-2002, 2005); later vervangen

## R
- Kerstin Radt - Gabriella Santos (1999-2002, 2005)
- Hubertus Regout - Eduard von Tepp (2009-2010)
- Christian Rudolf - Guido Niermann (2002)

## S
- Dominic Saleh-Zaki - Andi Fritzsche (2001-heden), bouwvakker, jongere broer van Dr. Daniel
- Claudia Scarpatetti - Susanne Brandner (1995-1997, 2005-2008)
- Mariangela Scelsi - Carola Faber (2004-2008)
- Alexandra Schalaudek - Anna Konrad (1995-1997)
- Dina Alice Schilffarth - Cleo Winter (1996-1998)
- Sebastian Schlemmer - graaf Sebastian von Lahnstein (2009-heden), zoon van Ludwig, advocaat van het von Lahnsteinimperium
- Thore Schölermann - Christian Mann (2006-heden), ex-bokser, stalmeester en rijinstructeur op slot Königsbrunn
- Tobias Schönenberg - Paul Brandner (2005-2007)
- Karoline Schuch - Lara Ryan (2000-2002)
- Remo Schulze - Timo Mendes (2011-2013), natuurlijk zoon van Julia and Jan, aangenomen door dr. Riccardo
- Daniel Sellier - Dr. Ricardo Mendes (2011-heden)
- Friederike Sipp - Jana Brandner  (1ste actrice)  (2002-2005)
- Andi Slawinski - Heino Toppe (1997-1999)
- Marcel Spang - kelner Niklas (2009-2012)
- Carsten Spengemann - Mark Roloff (1999-2003)
- Insa Magdalena Steinhaus - Katharina von Sterneck  (1ste actrice)  (1995)
- Andreas Stenschke - Ulrich Prozeski (1997-2000, 2001, 2005)
- Andrea Suwa - Jessica Prozeski (1997-1998)

## T
- Claus Thull-Emden - Butler Justus Stiehl (2007-heden)
- Lina Tiedtke - Franziska von Beyenbach (2001-2003, 2006)
- Freya Trampert - Nina Ryan (1998-2001, 2002, 2005)

## U
- Herbert Ulrich - Lars Schneider (2002-2005, 2006-2008)

## V
- Tom Viehöfer - Hagen von Lahnstein; eerste vertolker, vervangen (66 episodes, 2011), oudste zoon van Ludwig, diamanthandelaar

## W
- Mirco Wallraf - Ramon Santos (1995-1998)
- Jo Weil - Oliver Sabel (2000-heden), model, barman
- Tanja Wenzel - Isabell Mohr (1999-2004)
- Daniel Wiemer - Dennis Krüger (1997-1999, 2000, 2005)
- Claus Wilcke - Monseñor Mateo (2011-2012), bisschop van Palma de Mallorca
- Stefan Wilhelmi - Tilmann Fritzsche (1998-1999)
- Luke Wilkins - Christian Toppe (1999-2001)
- Anne Wis - Stella Mann (2008-2009, 2010)
- Christian Wunderlich - Frans Levinsky (1995, 1996-1999)
- Florian Wünsche - Emilio Sanchez (2011-heden), boezemvriend van Timo

## Z
- Sascha Zaglauer - Rajan Rai (1996-1997)
- Luca Zamperoni - Nick Prozeski (1997-2000, 2001, 2005)
- Jürgen Zartmann - graaf Christoph von Anstetten (1995-2000)
- Andreas Zimmermann - Markus Fröhlich (1996-1997)
- Peter Zinther - Walter Prozeski (1997-1998)
- Klaus Zmorek - Adrian Degenhardt (2007-2009)